# Knusberget
Knusberget är ett naturreservat i Gagnefs kommun i Dalarnas län.
Området är naturskyddat sedan 1998 och är 17 hektar stort. Reservatet ligger på en bergbrant med  barrblandskog med inslag av lövträd.